# Morris Fidanque de Castro
Morris Fidanque de Castro (* 5. Februar 1902 in Panama-Stadt, Panama; † 9. Dezember 1966 in Christiansted, Amerikanische Jungferninseln) war ein US-amerikanischer Politiker. Zwischen 1949 und 1954 war er Gouverneur der Amerikanischen Jungferninseln.

## Werdegang
Morris de Castro besuchte, obwohl er jüdischen Glaubens war, die Roman Catholic High School of St. Thomas. Nachdem er diese Schule abgeschlossen hatte, begann er eine Laufbahn im öffentlichen Dienst der Jungferninseln. Dort bekleidete er mehrere Ämter. Im Jahr 1934 wurde er als Commissioner of Finance Finanzminister dieses Gebietes. Zwischen 1945 und 1950 war er als Secretary of State dort auch Vizegouverneur.
Am 30. November 1949 wurde er von Präsident Harry S. Truman als Nachfolger von William H. Hastie zunächst zum kommissarischen und dann am 28. Februar 1950 zum regulären Gouverneur der Jungferninseln ernannt. Dieses Amt bekleidete er bis zum 9. April 1954. Dort förderte er unter anderem den Tourismus und die Industrie. Nach dem Ende seiner Zeit als Gouverneur blieb de Castro in seiner Heimat und arbeitete dort wieder für die Finanzverwaltung. Zum Zeitpunkt seines Todes war er Haushaltsdirektor des damaligen Gouverneurs Ralph Moses Paiewonsky.